# Johann Georg Müller (Bischof)

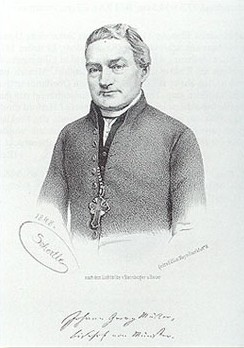
Johann Georg Müller als Abgeordneter der Frankfurter Nationalversammlung 1848

Johann Georg Müller (* 15. Oktober 1798 in Koblenz; † 19. Januar 1870 in Münster) war ein deutscher Theologe und römisch-katholischer Bischof.

## Leben und Werk

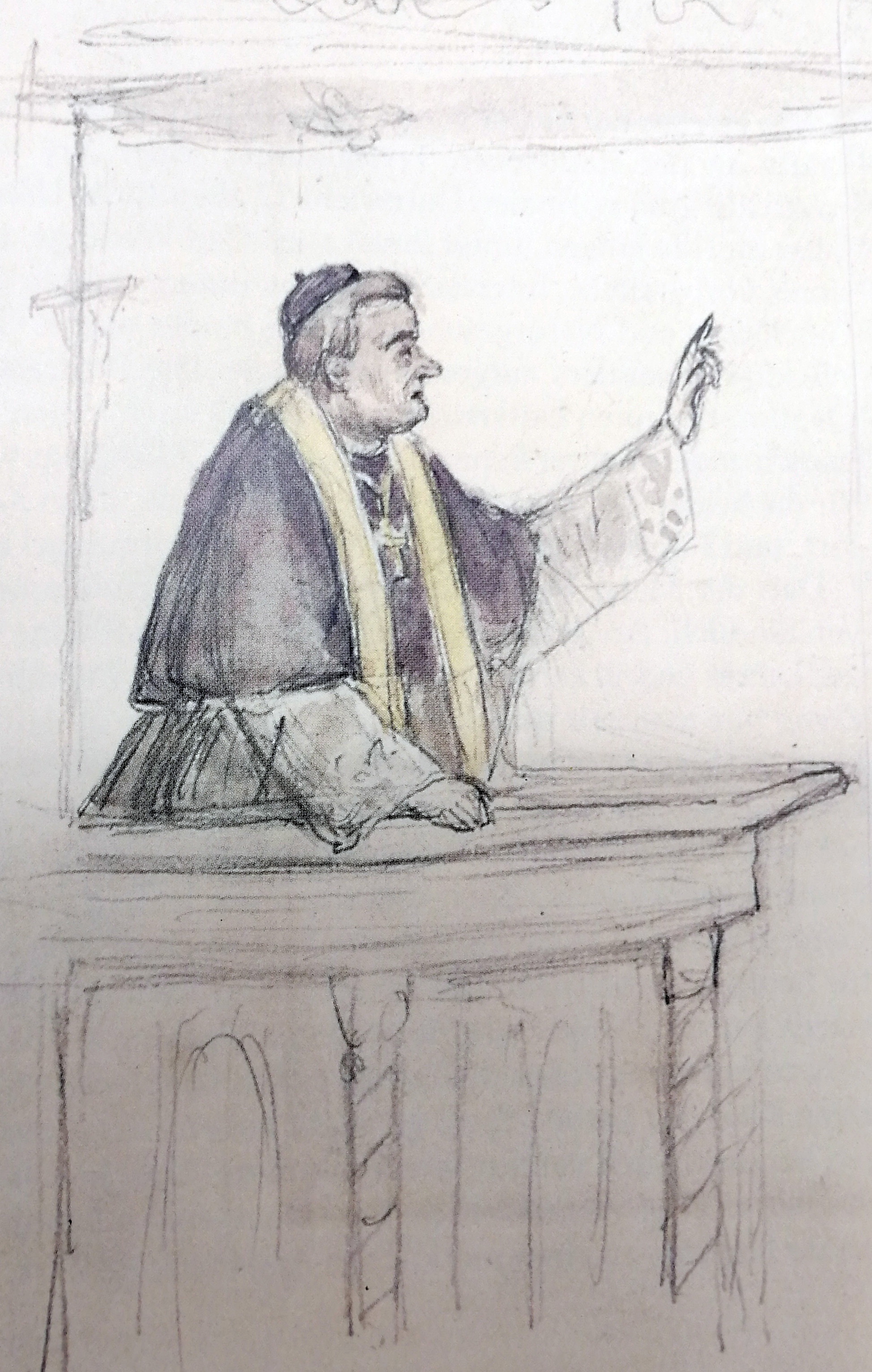
Bischof Müller predigt auf der Kanzel von St. Dionysius in Rheine anlässlich eines Priesterjubiläums; (Zeichnung von Carl Weddige aus dem Jahr 1852)

Müller stammte aus einer Juristenfamilie und studierte nach dem Abitur von 1817 bis 1821 katholische Theologie, Geschichte und orientalische Sprachen am Priesterseminar in Trier sowie den Universitäten Würzburg und Bonn.
Nach seiner Priesterweihe 1821 in Köln war er zunächst Kaplan bei Josef von Hommer in Ehrenbreitstein. 1825 erhielt Müller die Ehrendoktorwürde der theologischen Fakultät der Universität Wien. 1826 ging er dann zu weiteren Studien nach Wien, Berlin und München, wo er 1827 promovierte. Ab 1830 war er Professor für Kirchengeschichte und Kirchenrecht am Priesterseminar in Trier. 1836 wurde er dort Domkapitular und Domprediger, 1842 Generalvikar und 1844 Weihbischof in Trier und Titularbischof von Thaumacus. Die Bischofsweihe spendete ihm der Trierer Bischof Wilhelm Arnoldi am 12. Januar 1845; Mitkonsekrator war der Apostolische Vikar des Nordens Bischof Johann Theodor Laurent. Ab 1847 war er schließlich Bischof von Münster. Er gründete mehrere Ausbildungsstätten für angehende Kleriker. So 1849 das Collegium Augustinianum Gaesdonck und das Konvikt Collegium Ludgerianum sowie 1856 das Collegium Borromäum. Das 1864 gegründete Collegium Americanum zu St. Mauritz existierte nur bis 1874, es diente der Ausbildung von Priestern, die nach ihrem Studium in katholischen Gemeinden in den Vereinigten Staaten von Amerika wirken wollten. Müller veranlasste den Erwerb der Musikbibliothek von Fortunato Santini, die 1861 nach Münster kam. Er war auch an Kunst und Denkmalpflege interessiert, u. a. veranlasste er als Generalvikar in Trier die Erfassung von Kunstwerken im kirchlichen Besitz, auch veröffentlichte er selbst kunsthistorische Arbeiten. Im Dom zu Münster verhinderte er den Abbruch des Lettners, der allerdings nach seinem Tod dennoch entfernt wurde.
Vom 18. Mai 1848 bis zum 7. August 1848 war er als Vertreter des 20. Wahlkreises der Provinz Westfalen (Münster) fraktionsloser Abgeordneter in der Frankfurter Nationalversammlung.